# Солнечная архитектура

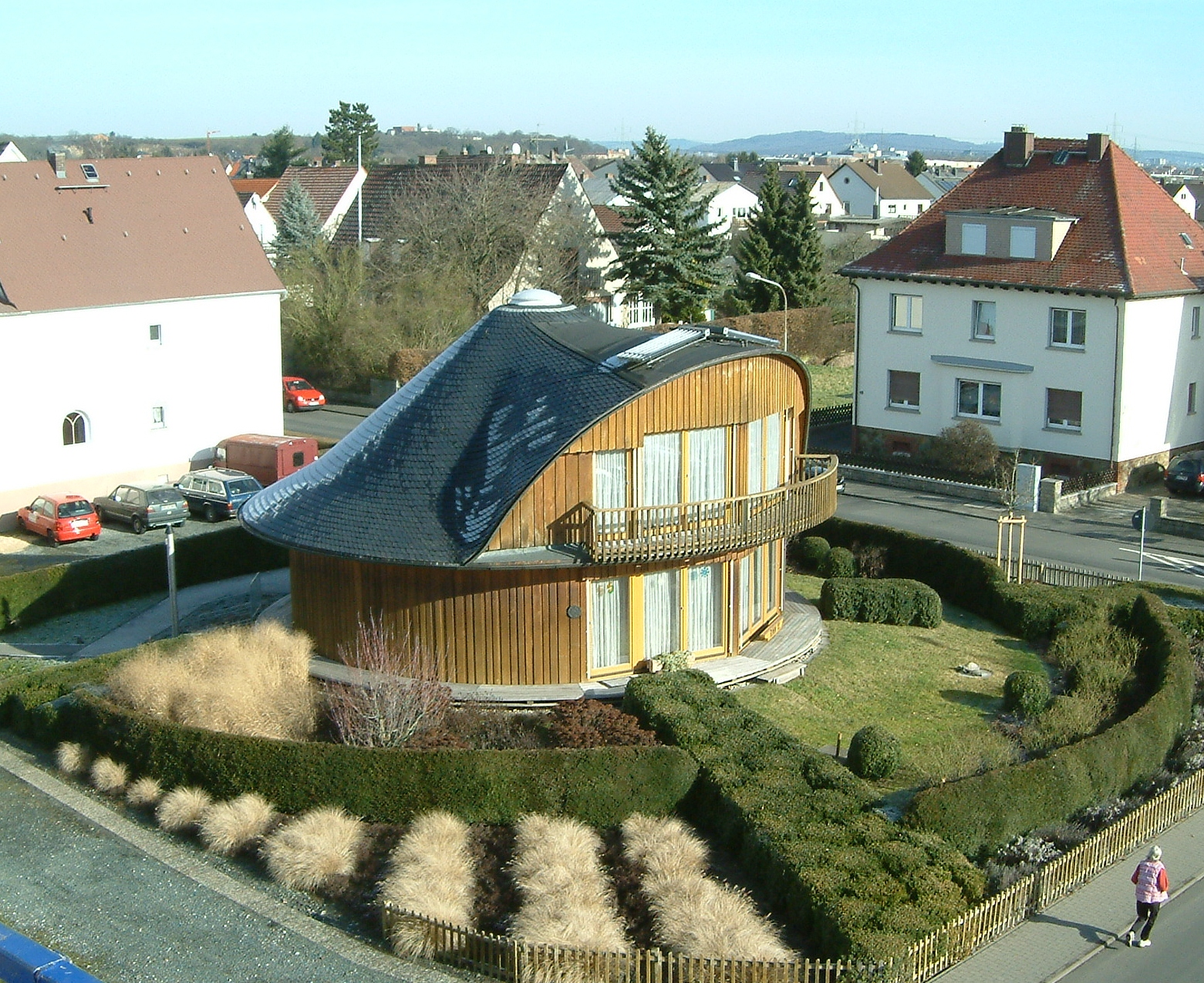
«Вращающийся дом», медленно поворачивается к Солнцу, подобно подсолнуху.

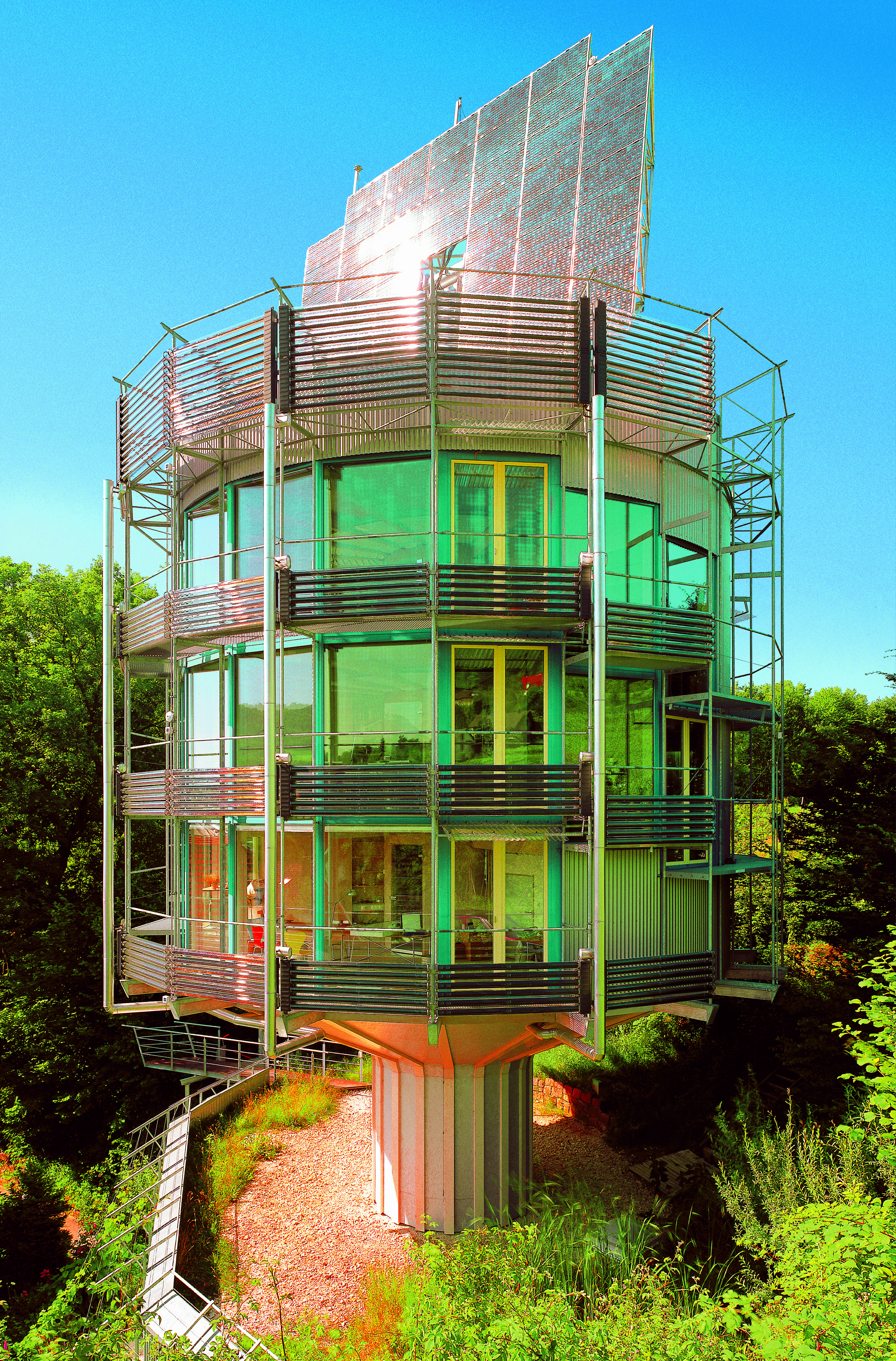
Дом-гелиотроп во Фрайбурге.

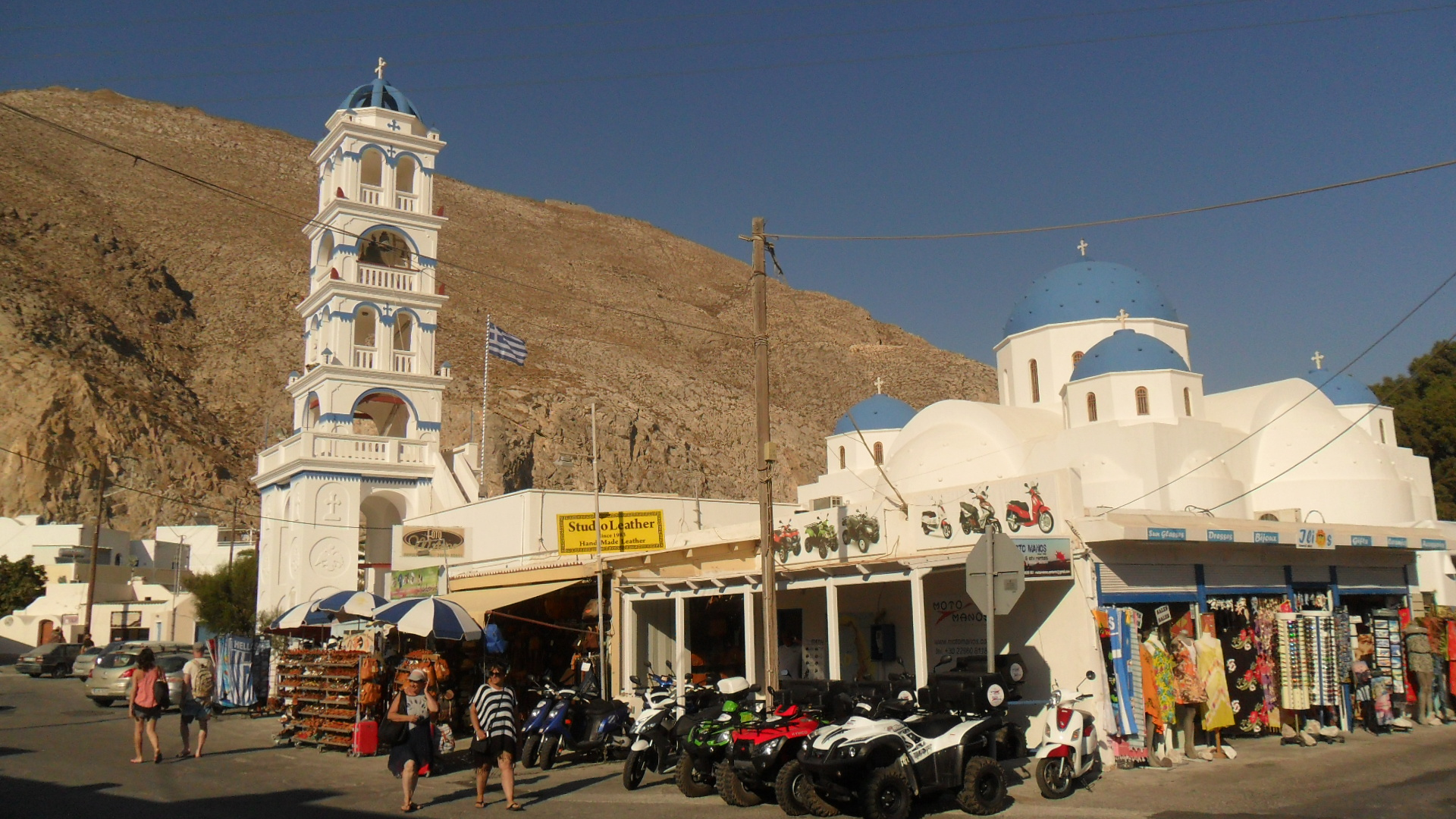
Белые стены домов и церкви в Санторини.

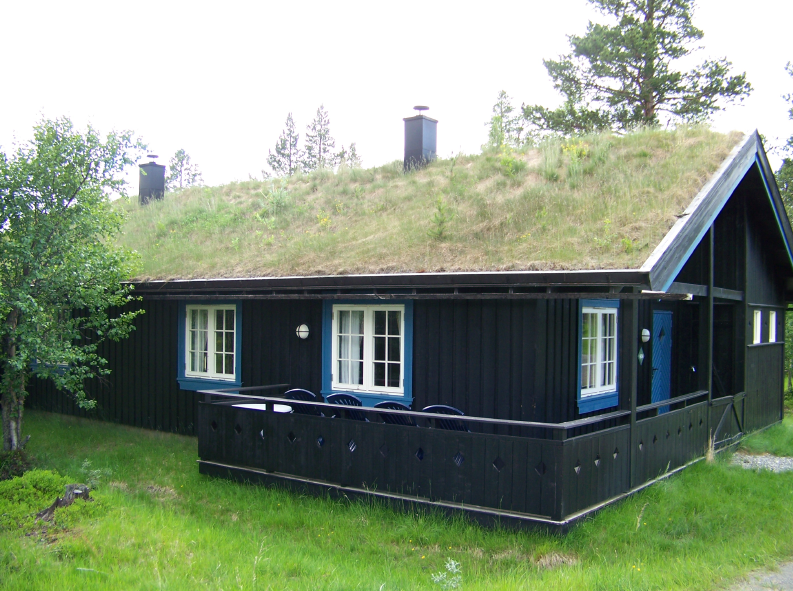
Чёрная стена дома в Норвегии.

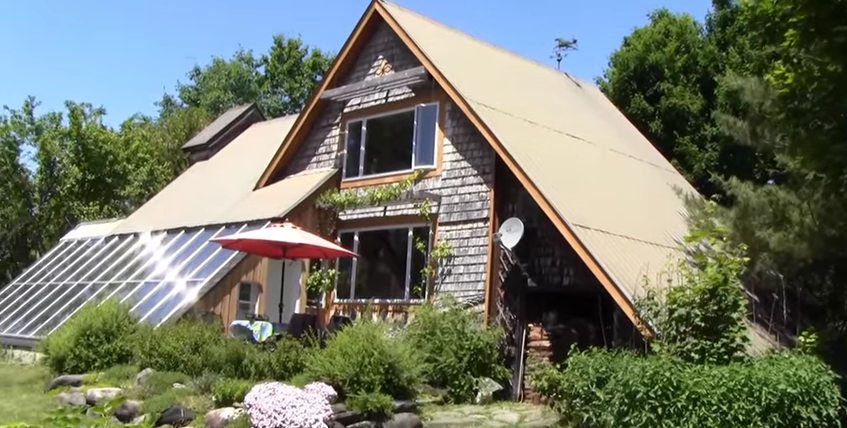
Теплица в Канаде.

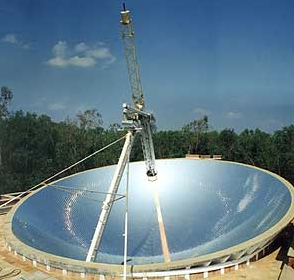
Солнечная парабола в Ауровиле.

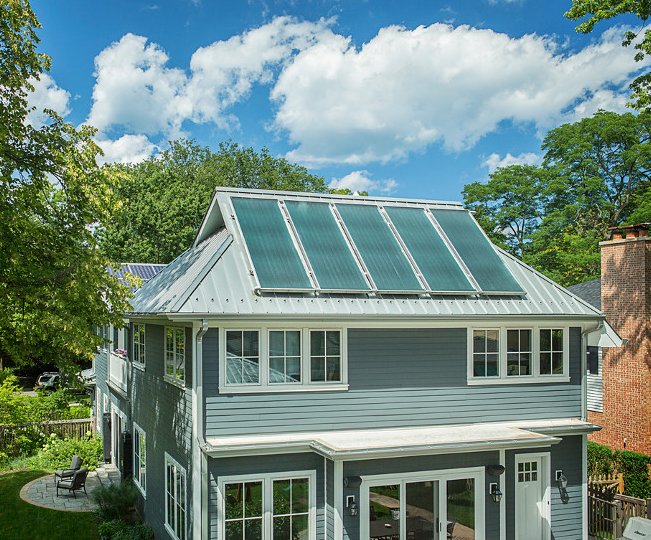
Фототермические модули.

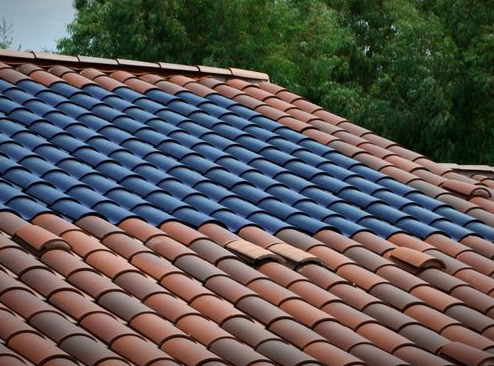
Фотоэлектрические плитки (BIPV — Building-integrated photovoltaics).

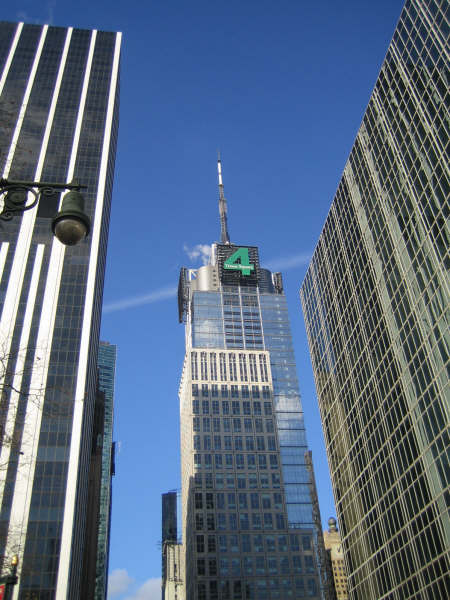
Конде-Наст в Нью-Йорке.

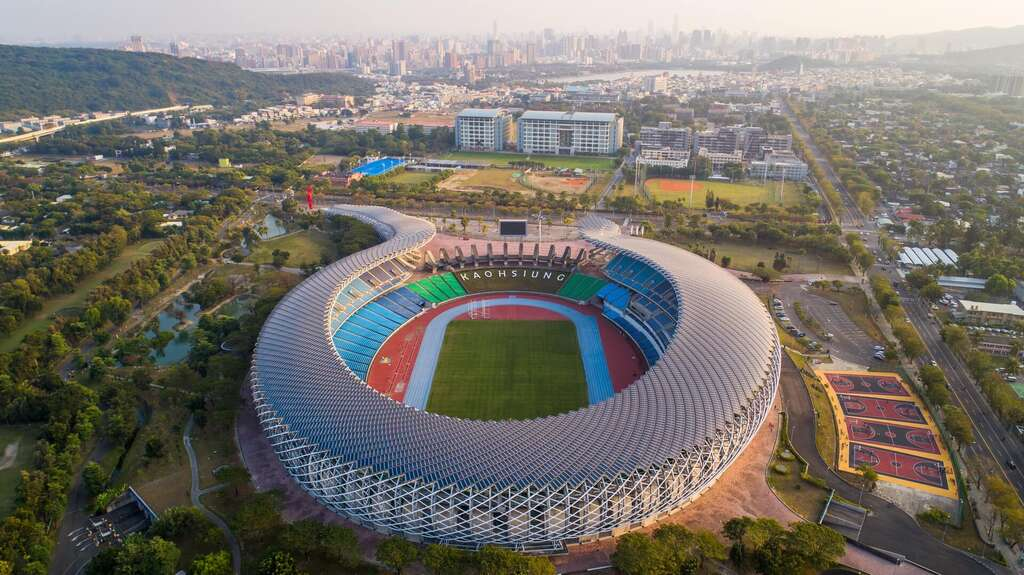
Национальный стадион в Гаосюне.

Солнечная архитектура — это архитектурный подход к возведению разнообразных зданий, использующих чистую и возобновляемую солнечную энергию. Непосредственное отношение к этому подходу имеют: оптика, термодинамика, электроника, фотовольтаика, материаловедение, энергосбережение.
Для такой архитектуры характерна специфика как пассивного солнечного строительного дизайна, так и активного.

## Пассивный солнечный строительный дизайн
Ключевой особенностью является ориентация зданий на солнце, учёт окружающего пространства, выбор материалов с благоприятной тепловой массой и свойствами рассеивания света. Идея пассивного солнечного строительного дизайна появилась в Древней Греции около пятого века до нашей эры. До того основным источником топлива в Греции был древесный уголь, но из-за острой нехватки древесины необходимо было найти новый способ отопления жилищ.
Греки начали использовать строительные материалы, поглощающие солнечную энергию, в основном камень, а также ориентировать здания на юг и предусматривать навесы и портики.
Сократ говорил:

«В домах, которые смотрят на юг, солнце проникает в портик зимой, а летом оно светит прямо над головой, создавая тень под крышей.»
Римляне улучшали греческий дизайн, закрывая окна с южной стороны различными видами прозрачных материалов.
Другой пример ранней солнечной архитектуры — это пещерные жилища в юго-западных регионах Северной Америки
Цвет стен также играет немаловажную роль. На греческих островах стены зданий традиционно окрашены в белый цвет, чтобы в жару лучше отражать солнечное излучение и сохранять прохладу внутри помещений. Белые стены, покрытые известью, и голубые крыши — типичный стиль, ценимый приезжающими на юг туристами.
На севере в скандинавских странах наоборот: дома окрашены в чёрный цвет, чтобы стены лучше поглощали солнечное тепло. Подходящим материалом служит базальт, так как он чёрный и обладает высокой теплоёмкостью.

## Активный солнечный строительный дизайн
Современное воплощение солнечной архитектуры ознаменовалось использованием фотовольтаики для практических целей преобразования солнечного света в электрическую энергию.
В 1954 году специалисты Bell Labs объявили о создании первых солнечных батарей. В 1973 году Делавэрский университет построил один из первых в мире домов с солнечной батареей.
В 1984 году по проекту Александроса Томбазиса в афинском пригороде Пефки с соблюдением принципов солнечной архитектуры построена «Илиако-Хорио» («Ηλιακό Χωριό», «Солнечная деревня»).
К элементам активного солнечного строительного дизайна относятся: теплицы, модули, накопители тепловой и электрической энергии, дымоходы, солнечный трекер, солнечная маска и солнечная парабола.
Теплица сохраняет тепло от Солнца. В двойной остеклённой теплице возникают три эффекта: отсутствие конвекции (из-за блокировки воздуха); удерживание луча (земля поглощает фотоны, излучает их с более низкой инфракрасной энергией, стекло отражает это инфракрасное излучение на землю): низкая теплопроводность (при двойном остеклении).
Солнечная парабола (или параболическое зеркало) концентрирует солнечный свет для получения высоких температур. На основе зеркала-параболоида солнечные печи применялись для приготовления пищи с начала XX века.
Солнечная парабола может использоваться и для промышленного строительства. Одейлийская солнечная печь, включающая в себя 63 гелиостата, обеспечивает нагрев до такой температуры, что плавится даже алмаз.
Фототермические модули преобразуют солнечный свет в тепло, нагревая воду в доме. Эти модули стали популярными среди стран Средиземноморья. В Греции и Испании 30-40 % домов оснащают этой системой.
В частных домах популярен летний душ, бак которого нагревается от солнечных лучей.
Фотоэлектрические модули преобразуют солнечную энергию в электричество. Классические кремниевые солнечные модули имеют КПД до 25 %, но они жёсткие. Тонкие плёночные солнечные модули гибкие, но имеют меньшую эффективность и недолгий срок службы.

Накопление электрической энергии обеспечивает гидроаккумулирующая электростанция, но некоторые способы обустройства своего дома возможны по принципу «сделай сам».
Солнечный трекер отслеживает движение Солнца в небе. Поворачиваясь вслед за ним, трекер улавливает свет, который с помощью модулей превращается в электричество и нагревает дом через прозрачное стекло.
Солнечная маска предусматривает сезонные изменения климата, чтобы летом было больше тени, а зимой света. Дом строится таким образом, что крыша защищает от солнца летом во избежание перегрева, но зимой крыша пропускает солнечный свет.
Солнечная дымовая труба может быть соединена с бадгиром или деревянной дымовой трубой для более сильного эффекта.

## Известные архитектурные сооружения
Солнечная архитектура становится постепенно относительно независимым стилем, который формально следует традициям конструктивизма и функционализма, но всё больше вдохновляется органической архитектурой .
Один из первых крупных небоскрёбов Конде-Наст-билдинг со встроенными солнечными панелями и энергоэффективной технологией был построен в 1995 году в Нью-Йорке.
В 2009 году завершилось на Тайване строительство многофункционального стадиона в Гаосюне по проекту известного японского архитектора Тоёо Ито, который активно использовал принципы солнечной архитектуры.
К Олимпийским играм 2016 года в Рио-де-Жанейро планировалось воздвигнуть солнечную городскую башню (англ. Solar City Tower).

## Экологические преимущества
Солнечная архитектура требует высоких инвестиций, но цена окупается, поскольку у жителей появляется работающий источник возобновляемой и экологически чистой энергии. При кажущейся выгоде других способов её добычи населению всё чаще приходится слишком дорого платить. Авария на АЭС Фукусима-1 стала экологической катастрофой XXI века.
Глобальное потепление уже стало причиной исчезновения некоторых видов насекомых и млекопитающих.

## Критика
В статьях по поводу солнечной архитектуры критически оценивается её высокая первоначальная стоимость. В то же время критики признают, что после погашения кредитов появляются заметные преимущества.